# اولیورا لاکیک
اولیورا لاکیک (انگلیسی: Olivera Lakić) روزنامه‌نگار اهل مونته‌نگرو است.
وی همچنین برندهٔ جوایزی همچون جایزه بین‌المللی زنان شجاع شده‌است.